# Чедозі Одог
Інносент Чедозі Одог (англ. Innocent Chiedozie Odoh; нар. 28 січня 2002, Нігерія) — нігерійський футболіст, опорний півзахисник «Гірника-Спорту».

## Життєпис
Футболом розпочав займатися на батьківщині, в Футбольній академії Суперстарз з міста Уйо. На початку вересня 2021 року переїхав до України, де приєднався до академії львівського «Руху». У сезоні 2023/24 років перебував у заявці першої та резервної команди львівського «Руху», але в жодній з них не зірав жодного офіційного матчу.
На початку березня 2024 року підписав контракт з «Гірник-Спортом». У футболці клубу з Горішніх Плавнів дебютував 22 березня 2024 року в програному (0:1) домашньому поєдинку 1-го туру групи Вибування Першої ліги України проти тернопільської «Ниви». Чедозі вийшов на поле в стартовому складі, а на 58-й хвилині його замінив Микита Дудка. Першим голом на професійному рівні відзначився 30 березня 2024 року на 17-й хвилині програного (2:4) виїзного поєдинку 2-го туру групи Вибування Першої ліги України проти «Хуста». Одог вийшов на поле в стартовому складі та відіграв увесь матч. У сезоні 2023/24 років зіграв 10 матчів та відзначився 1-м голом у Першій лізі України.